# Süderwalsede
Süderwalsede ist ein Ortsteil der Gemeinde Westerwalsede im niedersächsischen Landkreis Rotenburg (Wümme).
Der Ort liegt südlich des Kernortes Westerwalsede. Nordwestlich erstreckt sich das rund 50 ha große Naturschutzgebiet Wolfsgrund.
Der Ort wurde am 1. März 1974 nach Westerwalsede eingemeindet. Im Jahr 1981 war das Dorf Bundessieger (Gold) im Wettbewerb Unser Dorf soll schöner werden (heute Unser Dorf hat Zukunft; siehe Liste der Sieger im Bundeswettbewerb Unser Dorf hat Zukunft).